# Марикен из Неймегена (фильм)
«Марикен из Неймегена» (нидерл. Mariken van Nieumeghen) — дебютный художественный фильм нидерландского режиссёра Йоса Стеллинга, снятый в 1974 году по средневековому тексту «Марикен из Неймегена».
Мировая премьера состоялась 19 декабря 1974 года. Фильм принимал участие в конкурсной программе Каннского кинофестиваля 1975 года.

## Сюжет
По дороге в город девушка Марикен встречает в лесу труппу бродячего театра, главным среди которых является играющий Дьявола одноглазый актёр Муне. Позже она вновь встречает Муне, который предлагает ей отправиться с ней в путешествие, заодно давая уроки жизни. Марикен соглашается. Они отправляются в Южные Нидерланды, неся и провоцируя своими действиями хаос, смерть и разврат. 
Приехав в один из городов, они останавливаются в трактире, в котором занимаются любовью, тогда как остальные его посетители следили за ними, но позже сами устраивают массовую оргию. Муне и Марикен задерживаются в городе, устраивая многочисленные пирушки. Марикен просит его ехать дальше, но он отказывает ей, параллельно встречаясь с другими женщинами. Оставшись одна, она становится жертвой изнасилования. Внезапно вернувшийся Муне, вместо того, чтобы ей посочувствовать, цинично заставляет насильников убить одного из своих. Сбросив его труп в болото, они начинают предполагать, что Муне и есть Дьявол. Вскоре после этого в городе начинается эпидемия чумы.
Муне исчезает, а Марикен хотят подвергнуть суду инквизиции как ведьму. В итоге она прячется среди чумных трупов, и её вывозят за город. Покинув место захоронения, она оказывается в лесу, в котором вновь встречает труппу бродячего цирка.

## В ролях
- Ронни Монтань — Марикен
- Сандер Байс — Муне
- Вильям Ван Де Кой — дядя Марикен
- Дит ван Хюльст — Берта
- Вил Хильдебранд — Деде
- Кеес Баккер — нищий